# Predrag Matvejević

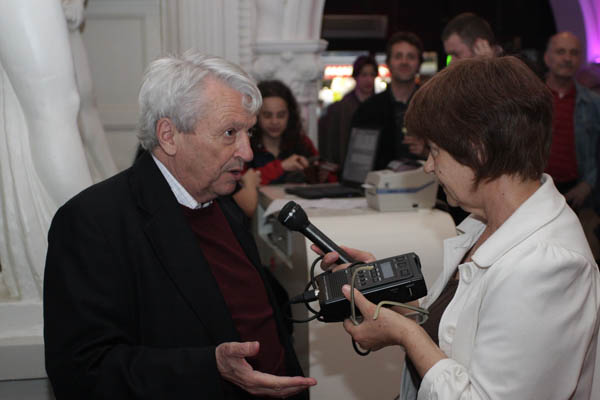
Predrag Matvejević, 2010

Predrag Matvejević (* 7. Oktober 1932 in Mostar, Königreich Jugoslawien; † 2. Februar 2017 in Zagreb) war ein kroatischer Schriftsteller und Literaturwissenschaftler kroatisch-ukrainischer Herkunft, der seit den Jugoslawienkriegen in Frankreich und Italien lebte und publizierte. Er besaß die kroatische und die italienische Staatsbürgerschaft.

## Leben
Predrag Matvejević wurde 1932 als Sohn eines ukrainischen Vaters und einer kroatischen Mutter im herzegowinischen Mostar geboren. In den 1960er Jahren studierte er an der Pariser Sorbonne. Im Anschluss an seine Promotion 1967 unterrichtete er dort jahrelang als Professor für vergleichende Literaturwissenschaft, nach Aufteilung der Pariser Universität 1970 war er an der Universität Paris III (Sorbonne-Nouvelle). Internationales Aufsehen erregte er seit den 1970er Jahren mit seinen offenen Briefen, in denen er sich für verfolgte Dissidenten in den realsozialistischen Ländern einsetzte. Seit 1994 lebte Matvejević in Rom, wo er an der Sapienza-Universität Slawistik unterrichtete. 1991 erhielt er in Italien den Premio Malaparte.
Im November 2001 veröffentlichte er in der kroatischen Zeitung Jutarnji list eine Kritik an Intellektuellen in verschiedenen Ländern des ehemaligen Jugoslawiens, die er als „fanatische Fundamentalisten, unterwegs in der falschen Sache“ bezeichnete. Dem bosnisch-herzegowinischen Kroaten Mile Pesorda warf er die Beschimpfung eines muslimischen Kollegen als „serbisiert“ vor. „Vom sicheren Zagreb aus einen muslimischen Dichter, der im beschossenen Sarajevo festsitzt, (als) serbisiert (zu bezeichnen), das ist absolut eines Taliban würdig“. Ein Zagreber Gericht verurteilte ihn daraufhin 2005 zu fünf Monaten Haft wegen Verleumdung und Beleidigung. Durch seine doppelte Staatsbürgerschaft war er vor einer Auslieferung von Italien nach Kroatien geschützt und musste die Haftstrafe nicht antreten.
In deutscher Übersetzung sind von ihm erschienen:
- Der Mediterran. Ammann, Zürich 1993. ISBN 3-250-10188-5
- Die Welt „ex“. Übers. v. Hans Peter Gansner. Ammann, Zürich 1997. ISBN 3-250-10307-1
- Mediterranea. Knesebeck, München 1997. ISBN 3-89660-014-1
- Das andere Venedig. Wieser, Klagenfurt 2007. ISBN 978-3-85129-653-2